# Nick Carter, le roi des détectives
Nick Carter, le roi des détectives é um seriado cinematográfico francês de 1908, baseado nas populares novelas estadunidenses que apresentavam o personagem Nick Carter, mestre-detetive. Foi dirigido por Victorin-Hippolyte Jasset para a Eclair Company, e apresentava o ator Pierre Bressol no papel-título. Foi a primeira experiência serial do cinema.
Foi produzido em seis episódios, cada um com uma história completa, mas seu lançamento foi cronometrado em intervalos quinzenais para criar um sentido de continuidade com o público. As histórias foram sediadas em Paris. Em 1909, foi realizada uma sequência, Les nouveaux exploits de Nick Carter, também pela Eclair Company e sob a mesma direção.
Pode ser considerada essa a primeira vez que foi feito um seriado, e o sucesso do filme levou a empresa a fazer adaptações com mais histórias de Nick Carter nos anos seguintes, além das imitações feitas por outras empresas. O êxito do seriado abriu caminho, também, para um novo tipo de abordagem de roteiro, o romance-folhetim filmado.

## Personagem
Nick Carter é um um detetive particular da literatura pulp, que serviu de inspiração para diversos filmes. O personagem apareceu pela primeira vez na revista New York Weekly Vol. 41 No. 46 (18 de setembro de 1886). Foi criado por Ormond G. Smith, o filho de um dos fundadores da Street & Smith.
Foi a primeira vez que o personagem apareceu nas telas. No final dos anos 30, a MGM anunciaria ter comprado os direitos das histórias de Nick Carter para usá-las em filmes.

## Episódios
Fonte: 
- Part 1. Le Guet-Apens. 8 de setembro de 1908.
- Part 2. L'Affaire des bijoux. 22 de setembro de 1908.
- Part 3. Les Faux Monnayeurs. 6 de outubro de 1908.
- Part 4. Les Dévaliseurs de banque.  20 de outubro de 1908.
- Part 5. Les Empreintes. 27 de outubro de 1908.
- Part 6. Les Bandits en noir. 15 de novembro de 1908.

## Crítica
Ciné Journal escreveu em 1908, sobre Nick Carter: "Narration simple, poursuites, crimes, arrestations, guet-apens : tout cela convient à merveille au cinéma" ("Narração simples, processos penais, crimes, prisões, emboscada: tudo isso se encaixa perfeitamente no cinema").

## Seriado no Brasil
O seriado foi exibido no Brasil a partir de 3 de novembro de 1908, no Cinema Parisiense, no Rio de Janeiro, uma exibição de J. R. Staffa, sob o título Nick Carter, o Rei dos Agentes de Polícia.